# Thrymr (Mythologie)
Thrymr, auch Thrymir oder Thrym, (altnordisch „Lärm“) ist die literarische Figur eines Jötunn (Riesen) aus dem nach ihm benannten Lied Þrymskviða der Lieder-Edda, das zur Gruppe der Thorslieder gehört.
Der Inhalt handelt von der Rückgabe des Hammers Mjölnir, den Thrymr Thor geraubt hatte. Als Preis für die Aushändigung des Hammers verlangt der Riese die Göttin Freyja zur Braut. Zum Schein gehen die Götter auf den Handel ein. Thor verkleidet sich als Freyja und zieht zusammen mit Loki zur Festung des Riesen. Thrymrs Misstrauen wird von Loki immer wieder zerstreut. Seine Redekunst bewegt Thrymr schließlich dazu, den Hammer der „Braut“ – dem verkleideten Thor – zu überreichen. Sobald Thor seinen Hammer wieder in den Händen hält, tötet er umgehend alle Riesen, derer er habhaft werden kann. Auch Thrymr wird von ihm erschlagen.
Die Figur Thrymrs erscheint in der altnordischen Literatur sonst nur noch in der Aufzählung der Riesen in den Þulur. Aus diesem Grund gilt der Riese als eine Schöpfung des anonymen Dichters der Þrymskviða ohne Verankerung in der Volksmythologie.